# Ask Tjøm
Ask Jarl Tjøm, född 2 juli 1996, är en norsk roddare.

## Karriär
I april 2024 vid EM i Szeged tog Tjøm brons tillsammans med Lars Benske i lättvikts-dubbelsculler.